# 14467 Vranckx
14467 Vranckx eller 1993 OP3 är en asteroid i huvudbältet som upptäcktes den 20 juli 1993 av den belgiske astronomen Eric W. Elst vid La Silla-observatoriet. Den är uppkallad efter den belgiske journalisten Rudy Vranckx.
Asteroiden har en diameter på ungefär 3 kilometer.